# 錐形梅洛仙人掌
錐形梅洛仙人掌（Melocactus conoideus），又名圓錐花座球，是巴西特有的一種仙人掌。它們生長在乾旱的大草原，因環境破壞而受到威脅。